# Vereniging van Duitse en Staatloze Antifascisten
De Vereniging van Duitse en Staatloze Antifascisten (V.D.S.A.) (oude spelling: Vereeniging van Duitsche en Statenlooze Anti-Fascisten, Duits: Verein Deutscher und Staatenloser Antifaschisten) was een Nederlandse vereniging die de belangen behartigde van anti-fascistische Duitse en (voormalig Duitse) stateloze personen in Nederland. 

## Achtergrond
De vereniging werd opgericht op 30 mei 1944 onder de naam Interessen-Gemeinschaft Anti-Faschistischer Deutscher in den Niederlanden. Het was een afsplitsing van Verzetsgroep Van Dien en opereerde in de illegaliteit. Tijdens de Tweede Wereldoorlog verspreidde de vereniging brieven onder hun leden. Vanaf januari 1945 werd dit omgezet naar een illegaal blad met de titel Mitteilungsblatt der interessengemeinschaft Anti-fascistischer Deutscher. In het blad werden de naoorlogse mogelijkheden voor Duitse immigranten in Nederland behandeld en werden er nieuwsberichten gedeeld over onder meer de Hollandgruppe Freies Deutschland.
Na de bevrijding in mei 1945 werd de vereniging legaal geconstitueerd en veranderde de naam in Vereeniging van Duitsche en Statenlooze Anti-Fascisten (V.D.S.A.). Het verenigingsblad ging verder onder de naam Mededelingen van de V.D.S.A.. De V.D.S.A. had tijdens de oorlogsjaren een communistische grondslag. Na de oorlog was de vereniging politiek neutraal.

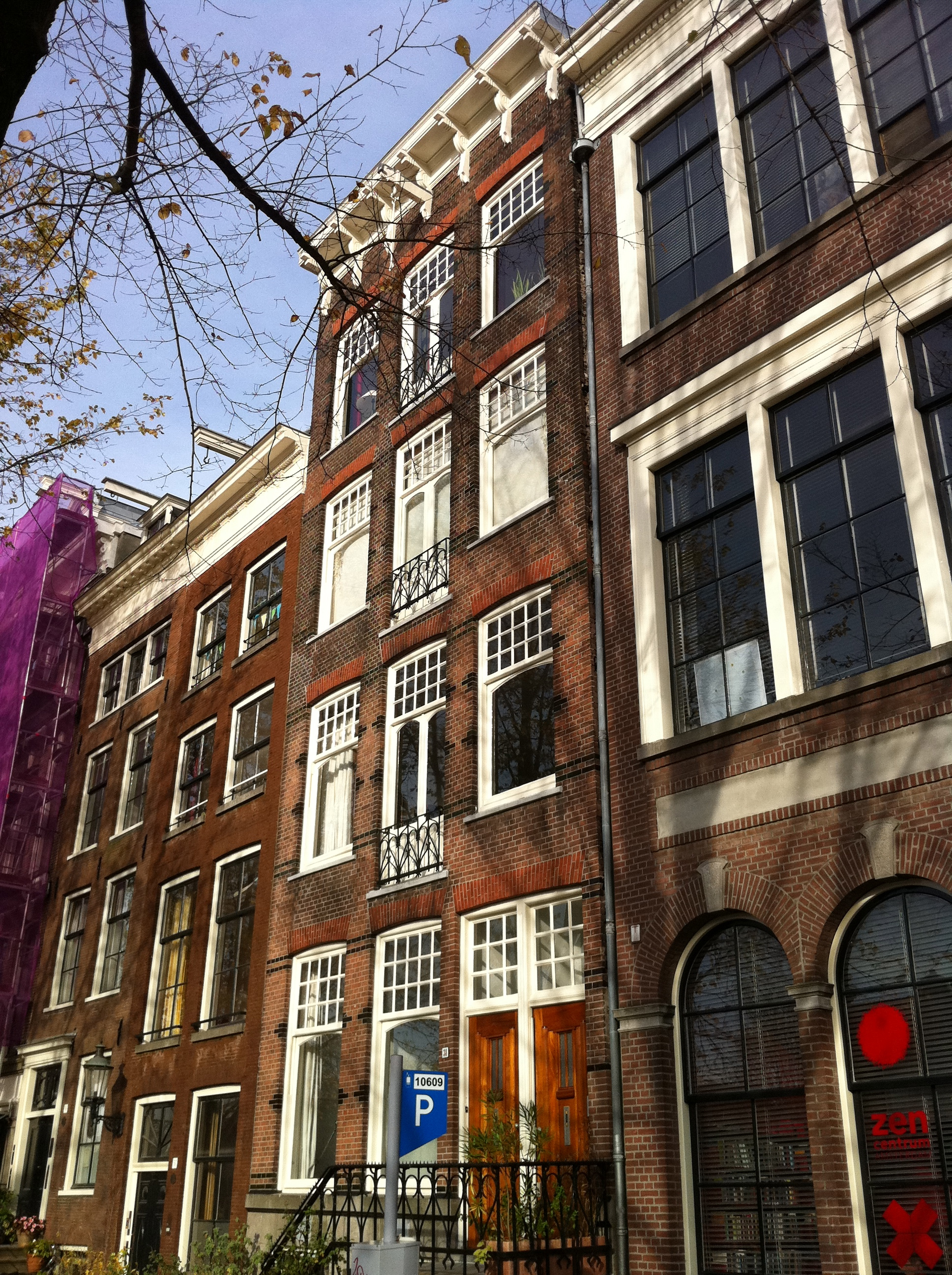
Binnenkant 38 waar het kantoor van de V.D.S.A. gevestigd was.

De vereniging had als doel om de belangen van anti-fascistische Duitse en stateloze personen in Nederland te behartigen en hun rechtspositie te versterken. Enkel Duitsers of statelozen die voorheen de Duitse nationaliteit hadden en door "houding en daden" konden aantonen dat zij tijdens en na de oorlog tegenstander waren van het nationaalsocialisme werden toegelaten tot de vereniging. In november 1945 had de vereniging 385 leden waarvan 215 de Duitse nationaliteit bezaten en 170 personen stateloos waren. De vereniging stond onder leiding van de Duitse kunsthandelaar Otto Meyer en was gevestigd aan Binnenkant 38 in Amsterdam.
Voor Duitsers die na mei 1940 naar Nederland waren gekomen, was het noodzakelijk om een non-enemy-verklaring van de Nederlandse overheid te krijgen. Zij waren door de Nederlandse wet aangemerkt als "vijandelijke onderdanen". Diverse leden van de V.D.S.A. waren tijdens de oorlog echter lid geweest van het verzet. De vereniging was van mening dat hun leden dezelfde burgerlijke rechten en bijstand moesten krijgen als Nederlandse staatsburgers. Daarnaast had de vereniging ook als doel om aan de buitenwereld te tonen dat er tevens Duitse antifascisten waren en wilden zij het democratisch denken in de brede Duitse kring bevorderen. Hiervoor werkte de V.D.S.A. samen met onder meer de Hollandgruppe Freies Deutschland. De vereniging werkte tevens samen met de Joodse Coördinatie Commissie (J.C.C.) en de Hulpdienst voor Slachtoffers van Geloofsvervolging (H.S.G.). De H.S.G. bood steun aan katholieke leden die stateloos waren geworden.
In november 1947 werd de vereniging opgeheven nadat de doelen met betrekking tot het verkrijgen van verblijfsvergunningen en non-enemy-verklaringen grotendeels waren bereikt.